# Mussar
Il movimento Mussar (anche movimento Musar o semplicemente Mussar) è un movimento educativo, etico e culturale ebraico, fondato nel XIX secolo dal rabbino e talmudista Israel Salanter nell'Europa orientale, diffuso all'epoca particolarmente tra gli ebrei ortodossi della Lituania.
Il termine ebraico Musar (מוּסַר) deriva dal Libro dei Proverbi 1:2 e significa "condotta morale", "istruzione" o "disciplina". La parola viene usata per il movimento Mussar per far riferimento all'osservanza e sviluppo della disciplina etica e morale. Infatti il movimento Mussar ha dato grandi apporti all'etica ebraica e alla letteratura Mussar, prendendo originariamente spunto dalla tradizione che enfatizzava gli insegnamenti morali basati sull'etica contenuta nelle opere rabbiniche, specialmente presenti nella letteratura Mussar dei secoli precedenti (dal Medioevo in poi), e usando la parola ebraica per significare disciplina e/o correzione etica.

## Origini del movimento
Questo movimento iniziò tra gli ebrei non chassidici come risposta ai cambiamenti sociali prodotti dall'Illuminismo, e dal corrispondente movimento della Haskalah tra molti ebrei europei. In questo periodo della storia dell'antisemitismo, l'assimilazione di molti ebrei al Cristianesimo, la povertà e le cattive condizioni di vita di molti ebrei russi nella Zona di residenza causarono tensioni gravi e scontenti. Molte delle istituzioni dell'ebraismo lituano cominciavano a cessare e chiudere. Molti ebrei religiosi ritennero che il loro modo di vita stesse crollando, l'osservanza della Halakhah (leggi ebraiche tradizionali) era in declino e, cosa ritenuta peggiore di tutte, molti di coloro che erano rimasti fedeli alla tradizione stavano perdendo la loro connessione emotiva al significato profondo della tradizione e del nucleo etico ebraico.
Il Movimento Mussar si originò tra gli ebrei ortodossi lituani e divenne un trend nelle loro yeshivah. La fondazione del movimento è attribuita a Rabbi Israel Salanter (1810-1883), sebbene le radici abbiano attinto da idee precedentemente espresse nella Letteratura Mussar classica. Prima della fondazione del Movimento Mussar, mussar era una pratica del ricercatore solitario, ma grazie al rabbino Salanter, è diventata la base di un movimento sociale/spirituale popolare.

### La letteratura Mussar antica
In seno all'ebraismo prese forma il monoteismo etico, e insieme ad esso arrivò l'etica della Torah e del Tanach, esemplificata dalla Regola d'Oro di Levitico 19:18 nel suo carattere altamente didattico ed edificante.
Hillel il Vecchio richiamò questo celebre verso della Torah all'interno dei suoi insegnamenti. Un giorno fu sfidato ad partecipare ad una diatriba dialettica da parte di un ger toshav che chiese di convertirsi, a condizione che la Torah gli fosse spiegata mentre lui restava in posizione eretta appoggiato su un solo piede. Hillel accettò l'inivto e lo considerò come un potenziale candidato alla conversione al giudaismo. Attingendo a Levitico 19:18, informò l'uomo:
(Shabbath folio:31a, Talmud babilonese)
Un altro antico testo della letteratura Mussar è il Pirkei Avot, una raccolta di insegnamenti etici e di massime rabbiniche risalenti al periodo mishnaico. Appartiene al filone etico-didattico della letteratura Mussar ebraica. A motivo del suo contenuto, è anche chiamato "Etica dei Padri". 

Gli insegnamenti di Pirkei Avot furono ripresi dal trattato mishnaico di Avot, il penultimo trattato nell'ordine di esposizione dei Nezikin all'interno della Mishnah. L'originalità del Pirkei Avot consiste nel fatto che esso è l'unico trattato della Mishnah che espone esclusivamente principi etici e morali, praticamente in assenza di qualsiasi halakhah.

## Controversia Mussar
Negli anni successivi una certa opposizione al movimento Musar si sviluppò in ampi segmenti della comunità ortodossa. Molti si opposero al nuovo sistema educativo che Yisrael Salanter aveva istituito, e altri sostenevano che deviazioni dai metodi tradizionali avrebbero portato all'assimilazione nella stessa maniera del percorso sostenuto dall'Ebraismo riformato tedesco.
Nel 1897, il rabbino Eliezer Gordon della Yeshivah Telshe assunse un nuovo supervisore Musar, Rabbi Leib Chasman, che istituì un regime di Musar molto rigoroso nella scuola. Molti degli studenti contestarono questo metodo, che causò dissenso tra il corpo studentesco. Allo stesso tempo, ulteriore dissenso contro il sistema educativo Musar si sviluppò nella Yeshivah Slobodka. Un gruppo di rabbini lituani allora pubblicò una dichiarazione sul giornale ebraico Ha-Melitz in opposizione allo studio del Musar. Secondo l'Enciclopedia YIVO,

## Studio e pratica Mussar
Il sito internet dell'Istituto Mussar spiega che
Le pratiche Mussar includono studio testuale, meditazione, silenzio e ritiro spirituale, canti, contemplazioni, visualizzazioni e azioni compiute a nome di altri. Una delle pratiche centrali del movimento Mussar è quello di studiare e meditare sulla letteratura Mussar classica. I classici della letteratura Mussar molto apprezzati dal movimento Mussar includono:
- Chovot ha-Levavot, di Rabbi Bahya ibn Paquda (XI secolo)
- Ma'alot HaMiddot, di Rabbi Yehiel ben Yekutiel Anav di Roma
- Kad HaKemah, di Rabbi Bahya ben Asher, cabalista spagnolo
- Mesillat Yesharim e Derech Hashem, di Rabbi Mosè Luzzatto
- Orchot Tzaddikim (Le Vie del Giusto), di autore anonimo
- Tomer Devorah (La palma di Debora) di Rabbi Moses Cordovero
- Shaarei Teshuvah (Le Porte del Pentimento) di Rabbi Yonah ben Abraham Gerondi
- Hilchot Deot di Maimonide (Rabbi Moshe ben Maimon)
- The Eight Chapters di Maimonide (Rabbi Moshe ben Maimon)
- Madreigat Ha'Adam di Rabbi Yosef Yozel Horwitz
- Cheshbon HaNefesh (Rendiconto dell'anima) di Rabbi Menachem Mendel Lefin di Sataniv (basato in parte sull'idea di Benjamin Franklin in merito alle tredici virtù)[11]
- Iggeret Hagra - (La Lettera Musar) del Gaon di Vilna[12]

Salanter raccomandava lo studio in gruppo della letteratura Mussar. In un brano, parla di incontri per lo studio durante lo Shabbat:

## Il Movimento Mussar dopo la seconda guerra mondiale
Molti degli ebrei coinvolti nel Movimento Mussar furono uccisi nella Shoah. Hillel Goldberg ha scritto che fu solo prima della seconda guerra mondiale che il Mussar "era ancora una comunità viva."
Tuttavia, alcuni studenti del Movimento si stabilirono in Terra d'Israele e vi costituirono delle yeshivah. Inoltre molti ex-studenti del Movimento si trasferirono negli Stati Uniti e parteciparono alle attività di varie istituzioni ebraiche, ma crearono poche istituzioni formali di Mussar durante il XX secolo. Ciò nonostante, molte yeashivah tradizionali sparse per il mondo continuarono a dedicare del tempo al Mussar, e questo continua tuttora. Tale tempo è spesso dedito allo studio della letteratura Mussar.

## Revival del Movimento Mussar nel XXI secolo
All'inizio del XXI secolo, una significativa ripresa di interesse per il Movimento Musar si è verificata nel Nord America in vari settori del mondo ebraico. Nella comunità ortodossa, la Società AishDas, fondata da Rabbi Micha Berger, e la Fondazione Salant, fondata da Rabbi Zvi Miller, sono organizzazioni che coordina gruppi, classi e altri eventi istruttivi. Elyakim Krumbain e Avi Fertig sono rabbini ortodossi che hanno anche pubblicato libri sull'insegnamento Mussar da una prospettiva ortodossa.
Con una certa sorpresa, si è constatato che il revival contemporaneo di Mussar è occorso tra ebrei non ortodossi. Alcuni gruppi Mussar non hanno collegamenti con le sinagoghe, tuttavia un certo numero di sinagoghe hanno iniziato programmi di studio del Mussar. Per esempio, al Tempio Chai di Chicago, (Illinois), un programma noto come "Scuola domenicale per adulti" si concentra sullo studio di un diverso tratto caratteriale alla settimana. Esistono anche comunità online dedicate all'esplorazione del Mussar e allo sviluppo di tratti caratteriali. Per esempio, madrega.com, che è stata fondata nel marzo 2009, è una comunità che incoraggia i propri membri a condividere insegnamenti, idee e studi in merito alla propria pratica personale del Mussar.
La pratica Mussar è stata incorporata nel programma di studi di varie scuole rabbiniche, come l'Accademia di Religione Ebraica in California e il Collegio Rabbinico Ricostruzionista. Alcuni insegnanti hanno raccomandato la pratica del Mussar non solo agli ebrei ma anche ai non ebrei. Come spiega l'Istituto Mussar sul proprio sito web:

## Letteratura Mussar
Letteratura Mussar è un termine usato per la letteratura etica didattica ebraica che descrive vizi e virtù ed il percorso verso la perfezione in un modo metodico. La letteratura Mussar viene spesso descritta come "letteratura etica". Gli accademici Isaiah Tishby e Joseph Dan l'hanno descritta più precisamente come "letteratura in prosa che presenta al vasto pubblico vedute, idee e modi di vita che possano servire a modellare il comportamento quotidiano, il pensiero e le convinzioni della gente." La letteratura Musar raffigura tradizionalmente la natura della perfezione morale e spirituale in modo metodico. È "divisa secondo le parti componenti dell'ideale modo giusto di vita; i contenuti vengono trattati con metodicità - analizzare, spiegare e dimostrare come raggiungere ciascuna virtù morale (di solito trattata in un capitolo o sezione separata) fa parte del sistema etico dell'autore."
La letteratura Mussar si distingue da altre forme di letteratura etica ebraica come la narrativa aggadica e quella halakhica.

### Letteratura Mussar medievale
Opere medievali di letteratura Mussar furono composte da vari rabbini e altri scrittori, tra cui filosofi razionalisti e aderenti al misticismo cabalistico. Joseph Dan afferma che la letteratura Mussar riflette quattro approcci differenti: l'approccio filosofico; l'approccio rabbinico standard; l'approccio dei Chassidei Ashkenaz e l'approccio cabalistico.

### Letteratura Mussar filosofica
Le opere filosofiche di Mussar includono Chovot ha-Levavot di Bahya ibn Paquda, Hilchot Deot e Gli Otto Capitoli di Maimonide.

### Letteratura Mussar rabbinica
La letteratura Mussar rabbinico si originò come reazione alla letteratura filosofica e cercò di dimostrare che la Torah nella letteratura rabbinica standard insegna la natura delle virtù e dei vizi senza ricorrere ai concetti aristotelici o ad altre teorie.  Opere classiche di questo tipo includono i titoli elencati supra.
Opere simili furono prodotte da rabbini che erano anche cabalisti ma i cui scritti Mussar non erano di carattere cabalistico: Sha'ar ha-Gemul di Nahmanide, che si focalizza su varie categorie di persone giuste o malvagie e la loro punizione nel Mondo a venire, e Rabbi Kad ha-Kemah di Bahya ben Asher.

### Letteratura Mussar Cabalistica medievale
Opere di letteratura Mussar esplicitamente cabalistiche includono Tomer Devorah (La palma di Debora) di Moses Cordovero, Reshit Chochmah di Eliyahu de Vidas e Kav ha-Yashar di Zevi Hirsch Koidonover.

### Letteratura Mussar chassidica-aschenazita
I Chassidei Ashkenaz (letteralmente "i Pii della Germania") fu un movimento ebraico del XII e XIII secolo fondato da Rabbi Judah il Pio (Rabbi Yehuda HeChassid) di Ratisbona (Germania), che si proponeva di promuovere la pietà e moralità ebraiche.  L'opera più rinomata di letteratura Mussar prodotta da questa scuola fu Il Libro del Pio (Sefer Chassidim).

### Letteratura Mussar moderna
La letteratura nel genere della letteratura Musar continuò ad essere scritta da ebrei moderni di varia estrazione.

### Mesillat Yesharim
Mesillat Yesharim o Mesillas Yeshorim (in ebraico מסילת ישרים‎?, lett. "Sentiero del Giusto") è un testo Mussar pubblicato ad Amsterdam da Mosè Luzzatto nel XVIII secolo. Mesillat Yesharim è forse l'opera più importante della letteratura etica Mussar del periodo postmedievale. Il Gaon di Vilna affermò di non riuscire a trovare nemmeno una parola superflua nei primi sette capitoli del testo, e disse che gli sarebbe piaciuto mettersi in viaggio per incontrare l'autore, se solo fosse stato ancora in vita.
È differente dalle altre opere di Rabbi Luzzato, che sono di natura più filosofica. Il primo manoscritto conosciuto risale al 1738 ed è organizzato come un dialogo tra un hakham (persona saggia) e un chassid (persona pia). Prima della pubblicazione tuttavia fu strutturato come se avesse un solo personaggio o narratore. La versione col dialogo fa spesso luce nell'interpretare la versione più nota ma successiva.
Mesillat Yesharim è forse l'opera più importante ed influente di Luzzato, ampiamente studiata in tutte le scuole yeshivah da quando i testi mussar furono introdotti nel piano di studi ebraico dal Movimento Mussar di Rabbi Israel Salanter.

### Letteratura Mussar ottomana
Secondo Julia Phillips Cohen, che recensisce l'opera di Matthias B. Lehmann sulla Letteratura Mussar nella società sefardita ottomana:

A partire dal XVIII secolo, una serie di rabbini ottomani aveva intrapreso il compito di combattere l'ignoranza in cui credevano stesse affliggendo le loro comunità, con la produzione di opere di etica ebraica (Mussar) in giudeo-spagnolo (noto anche come ladino). Questo sviluppo fu ispirato in parte da un particolare ceppo all'interno del misticismo ebraico (Cabala lurianica), che asseriva che ogni ebreo avrebbe necessariamente dovuto svolgere un ruolo nella riparazione del mondo necessaria alla Redenzione. La diffusione di ignoranza tra i propri correligionari quindi minacciava di annullare il giusto ordine delle cose. Fu con questo in mente che tali rabbini ottomani - tutti in grado di pubblicare nella stimatissima lingua ebraica  secondo la loro tradizione religiosa - scelsero invece di scrivere in lingua volgare. Sebbene democratizzassero la conoscenza rabbinica traducendola per le masse, questi "rabbini vernacolari" (per usare il termine di Matthias Lehmann) tentarono anche di instillare nei loro pubblico il senso che i loro testi richiedessero la mediazione di persone con formazione religiosa. Spiegarono quindi che le persone comuni dovevano riunirsi per leggere i loro libri in meldados, o sessioni di studio, ma sempre con la guida di qualcuno addestrato allo studio della legge ebraica.

Tra le opere più popolari della letteratura Mussar prodotta dalla società ebrea ottomana fu Shevet Musar di Elijah ha-Kohen, pubblicata inizialmente in ladino nel 1748. Pele Yoetz di Rabbi Eliezer Papo (1785–1826) fu un'altr a opera ersemplare di questo genere letterario.

### Letteratura Mussar Haskalah
In Europa contributi importanti alla letteratura Mussar furono dati dai leader della Haskalah. Naphtali Hirz Wessely scrisse un testo Mussar intitolato Sefer Ha-Middot (Libro delle Virtù) nel 1786 ca.  Menachem Mendel Lefin di Sataniv scrisse un testo intitolato Cheshbon Ha-Nefesh (Rendiconto morale) nel 1809, basato in parte sul programma etico descritto nell'autobiografia di Benjamin Franklin.

### Letteratura Mussar chassidica e mitnagdica
Una forma di letteratura nel movimento chassidico furono i trattati che raccoglievano e insegnavano pratiche mistico-etiche. Queste includevano Tzavaat HaRivash ("Testamento di Rabbi Yisroel Baal Shem") e Tzetl Koton di Elimelech di Leżajsk, un programma in diciassette punti su come essere un buon ebreo. Il Sefer ha-Middot di Rabbi Nachman di Breslov è un classico chassidico di letteratura Mussar.
Iggeret Hagra - "La Lettera Musar" del Gaon di Vilna, testamento etico di un opponente del movimento chassidico, è reputata da alcuni come un classico della letteratura Mussar.

## Letteratura del Movimento Mussar
Il Movimento Mussar moderno, iniziato nel XIX secolo, ha incoraggiato lo studio della letteratura Mussar medievale ad un livello senza precedenti, allo stesso tempo producendo una propria letteratura Mussar. Importanti scritti Mussar sono stati prodotti da leader del movimento, come Israel Salanter, Simcha Zissel Ziv, Yosef Yozel Horwitz e Eliyahu Eliezer Dessler. Il movimento ha stabilito l'apprendimento Mussar come parte normale del curriculum nelle yeshivah lituane sparse per il mondo, come baluardo contro le forze contemporanee del secolarismo.